# Guido Santin
Guido Santin (* 1. Januar 1911 in Cavallino-Treporti; † 1. August 2008 ebenda) war ein italienischer Ruderer.

## Biografie
Guido Santin nahm an den Olympischen Sommerspielen 1936 in Berlin teil. Im Zweier mit Steuermann gewann er zusammen mit Almiro Bergamo und Luciano Negrini die Silbermedaille. Zudem wurde Santin zusammen mit Bergamo in der gleichen Bootsklasse 1935 und 1938 Europameister und gewann 1937 Silber.